# Балышлы (приток Дёмы)
Балышлы (баш. Болошло) — река в России, протекает по Башкортостану, Благоварский и Чишминский район. Устье реки находится в 113 км по левому берегу реки Дёма. Длина реки составляет 34 км.
Высота истока — 240 м над уровнем моря. Высота устья — 100 м над уровнем моря.

## Населённые пункты
- село Балышлы, Благоварский район
- село Сарайлы
- село Староусманово
- село Нижний, Чишминский район
- село Среднеусманово
- село Верхнехозятово

## Топографические карты
- Лист карты N-40-51 Чишмы. Масштаб: 1 : 100 000. Состояние местности на 1982 год. Издание 1984 г.

## Данные водного реестра
По данным государственного водного реестра России относится к Камскому бассейновому округу, водохозяйственный участок реки — Дёма от истока до водомерного поста у деревни Бочкарёва, речной подбассейн реки — Белая. Речной бассейн реки — Кама.
Код объекта в государственном водном реестре — 10010201312111100024939.